# Майкъл Вартан
Майкъл Вартан (Michael Vartan) е френско-американски актьор, роден във Франция на 27 ноември 1968 г.

## Биография
Той е син на композитора Еди Вартан и племенник на певицата Силви Вартан, които имат български, арменски и
унгарски произход и са родени в България.
Родителите му се развеждат, когато е на пет години, и той се мести да живее заедно с майка си в САЩ. Когато е в гимназията, се връща при баща си във Франция и живее с него няколко години. На осемнайсет години се връща при майка си в Лос Анджелис под предлог, че иска да стане актьор, докато всъщност просто не иска да служи в армията, която е задължителна по това време във Франция. След като се записва в актьорско училище, се установява, че действително има талант и започва да се снима във филми.
Вартан е известен преди всичко с участието си в телевизионния сериал Наричана още. Появявал се е в епизоди и на „Приятели“ и „Али Макбийл“. През 2009 г. по TNT излиза нов сериал с Вартан в главната роля – „Хоторн“.

### Личен живот
От 2003 до 2004 г. излиза с Дженифър Гарнър. На 5 март 2010 Вартан обявява годежа си с Лорън Скаар, с която се запознават на паркинг на веригата Whole Foods Market в Лос Анджелис през 2009 г. Женят се на 2 април 2011 г. в Нюпорт Бийч, Калифорния.

## Избрана филмография
- „Мотел Бейтс“ (2014)
- „Колумбиана“ (2011)
- „Хоторн“ (2009 – 2011)
- „Баровци“ (2007)
- „Свекървище“ (2005)
- „Експресно фото“ (2002)
- „Наричана още“ (2001 – 2006)
- „Мъглите на Авалон“ (2001)
- „Почти идеално“ (2000)
- „Целуни ме“ (1999)
- „Приятели“ (1997)
- „Докосни ме“ (1997)
- „По неволя гробар“ (1996)
- „На Уонг Фу, с благодарности“ (1996)